# Chloropterus versicolor
Chloropterus versicolor là một loài bọ cánh cứng trong họ Chrysomelidae. Loài này được Morawitz miêu tả khoa học năm 1860.